# Ana Paula de Carvalho
Ana Paula Chantre Luna de Carvalho Pereira (Cuvango, 21 de junho de 1971) é uma arquiteta e política angolana.

## Biografia
Ana Paula, nascida em junho de 1971 no município de Cuvango (Huíla), filha de Joaquim Edmundo dos Passos Silva Luna de Carvalho e de Joana da Mata Chantre Luna de Carvalho.
Cursou construção civil no IMIL. Em 2003, formou-se em licenciatura em arquitetura na Universidade Lusófona de Humanidade e Tecnologia de Lisboa (Portugal). Em 1997, participou no Conselho Internacional dos Arquitectos de Língua Portuguesa (CIALP), na capital de Angola, que ocorreu na Universidade Agostinho Neto. Nos anos seguintes participou do curso de verão sobre planeamento e reconstrução urbanística nos países da PALOP que ocorreu na Universidade Lusófona do Porto.

### Experiência Governativa
Em 2002, exerceu o cargo de assessora presidencial da Cooperativa Lar do Patriota. No ano seguinte trabalhou como projetista na Faculdade de Arquitetura.  Em 2007/2008, trabalhou como professora auxiliar de Matemática Aplicada no curso de arquitetura da Universidade Lusíadas de Angola.
No período de 2008 à 2017, no âmbito político foi diretora provincial do departamento de Ordenamento do Território e Habitação do estado de Angola. Em seguida no período de 2017 à 2020, foi empossada como ministra deste departamento. Neste período a ministra tenta a aproximação com países de língua portuguesa buscando ideias sobre a política habitacional. No biênio seguinte (2020/2021), continuou neste mesmo departamento exercendo a função de secretária.
Em 2021/2022, foi a governadora provincial de Luanda. Em setembro de 2022 foi nomeada Ministra do Ambiente.